# Ester Dean
Ester Renay Dean (* 15. April 1982 in Muskogee, Oklahoma) ist eine US-amerikanische R&B-Sängerin und Songwriterin.

## Leben
Ester Dean versuchte schon in ihrer Jugend, Karriere als Sängerin zu machen. Als sie in Atlanta „Klinken putzte“, aber immer wieder abgewiesen wurde, gab sie ihren Traum auf. Stattdessen nahm sie das Angebot an, als Songwriterin zu arbeiten. Darin machte sie sich bald einen Namen und schrieb Lieder für Ciara, Rihanna, Mary J. Blige und andere Stars. Schließlich wurde sie doch wieder dazu ermutigt, es mit einer eigenen Gesangskarriere zu versuchen. Sie sang auf Liedern von Jeremih und Gucci Mane und machte Mitte 2009 ihre erste eigene Veröffentlichung zusammen mit dem Musiker Chris Brown. Der Song Drop It Low erreichte die Top 40 der US-Charts. Sie spricht in Ice Age 4 – Voll verschoben die Freundin von Faultier Sid.
Als Songwriterin schrieb Ester Dean bereits Lieder für Britney Spears, Rihanna, Mary J. Blige, Monica, Keri Hilson, Keyshia Cole, Kelly Rowland, Girlicious, Esmée Denters, Katy Perry, Nicole Scherzinger, Jennifer Lopez, Jennifer Hudson, Neon Hitch, Sean Kingston, Jesse McCartney, Scotty McCreery, Clyde McKnight, Trey Songz, Mýa, Lloyd, Ludacris, Robin Thicke, Ciara, Usher, Chris Brown, Nicki Minaj, Nelly, Flo Rida, Dr. Dre, Juelz Santana, Soulja Boy, Paradiso Girls, Pussycat Dolls, Pia Toscano, Teyana Taylor, T.I., Tinie Tempah, Beyoncé Knowles und Christina Aguilera. Ihre größten Erfolge als Songwriterin sind Aguileras Not Myself Tonight, Woohoo, Minajs Super Bass, Rihannas Rude Boy, What’s My Name?, S&M und Scherzingers Right There. Bis Anfang 2012 waren fünf von ihr geschriebene Songs auf Platz 1 der US-Billboard-Charts.
2018 wurde sie in die Academy of Motion Picture Arts and Sciences berufen, die jährlich die Oscars vergibt.

## Methode
Dean gilt als herausragende Top-linerin. Sie entwirft Melodien, Hooklines und Texte auf die musikalischen Grundmuster, die ihr von Musikproduzenten vorgelegt werden.

„Dean hat eine Begabung für ansteckende Hooks. Irgendwie kann sie den Beat und den Sound eines Tracks aufnehmen und dazu den melodischen Kern finden. Die Worte sind eher rhythmische Vokalisierung als Texte und sie vermitteln weniger Bedeutung als vielmehr Gefühle und Energie.“

Nach eigenen Angaben hört sie die Tracks erstmals im Studio vor dem Mikrophon. Dazu schreit, singt und kreischt sie spontan. Manchmal kommen Worte, meistens nicht. Wenn sie ein Kribbeln an den Armen fühlt, hat sie einen Hook gefunden. Kommt nach fünf Minuten kein Kribbeln, springt sie zum nächsten Track. Nach dem Hook folgen Elemente des Songtextes. Dabei ruft sie eine Liste vorbereiteter Satzfragmente und Wortgruppen ab, die sie sich aus Medien zusammengesucht hat. Bei diesem spontanen Vokalisieren läuft die Aufnahmesoftware auf Auto-Tune, so dass es nicht darauf ankommt, dass sie Töne und Melodien trifft. Im Laufe einiger Minuten entstehen aus dem freien Brainstorming Songelemente. Textzeilen passen perfekt auf den Rhythmus, Harmonie und Melodie entstehen. 
Dann übernehmen die Produzenten: Sie schneiden aus den einzelnen Elementen eine Songstruktur. Ein Teil wird Intro, es entstehen Verse, ein Refrain und verbindende Elemente. Abschließend überarbeitet Dean die Textelemente erneut und singt den Song als Demo ein. Dieses wird Agenten von in Frage kommenden Künstlern vorgelegt, die den Song einkaufen.

## Diskografie
Singles
- Drop It Low (feat. Chris Brown, 2009)
- I Love You  (feat. Chris Brown, 2009)
- Take You to Rio (2011)
- Death Of Us (2011)

Features
- Birthday Sex Remix / Jeremih feat. Ester Dean
- White Girl / Gucci Mane feat. Ester Dean
- Invincible / Machine Gun Kelly feat. Ester Dean
- Another Life / Afrojack & David Guetta feat. Ester Dean

## Filmografie
- 2011: Rio (Sprechrolle)
- 2012: Ice Age 4 – Voll verschoben (Ice Age: Continental Drift, Sprechrolle)
- 2012: Pitch Perfect
- 2015: Pitch Perfect 2
- 2017: Pitch Perfect 3
- 2020: Trolls World Tour (Sprechrolle)